# Ioana Gașpar
Ioana Gașpar (* 17. April 1983 in Timișoara) ist eine rumänische Tennisspielerin.

## Karriere
Gașpar, die ihr Spiel auf Rasen bevorzugt, begann im Alter von sechs Jahren mit dem Tennis.
2000 triumphierte sie im Finale des Juniorinnendoppels der Wimbledon Championships, zusammen mit Tetjana Perebyjnis, gegen Dája Bedáňová/María Emilia Salerni mit 7:62 und 6:3.
Während ihrer Karriere gewann sie bisher sieben Einzel- und zehn Doppeltitel des ITF Women’s Circuits.
Außerdem spielte sie 2001 für die rumänische Fed-Cup-Mannschaft, wo sie bei fünf Matches einmal siegreich war.

## Turniersiege

### Einzel
| Nr. | Datum             | Turnier        | Kategorie   | Belag             | Finalgegnerin            | Ergebnis      |
| --- | ----------------- | -------------- | ----------- | ----------------- | ------------------------ | ------------- |
| 1.  | 8. August 1999    | Bukarest       | ITF $10.000 | Sand              | Raluca Ciochină          | 0:6, 6:3, 6:3 |
| 2.  | 30. April 2000    | Cerignola      | ITF $10.000 | Sand              | Aliénor Tricerri         | 4:6, 6:3, 6:1 |
| 3.  | 15. Oktober 2000  | Cerignola      | ITF $10.000 | Sand              | Andreea Vanc             | 5:4, 4:1, 4:1 |
| 4.  | 19. November 2000 | Stupava        | ITF $10.000 | Hartplatz (Halle) | Magdalena Zděnovcová     | 5:3, 5:4, 4:2 |
| 5.  | 9. September 2018 | Székesfehérvár | ITF W15     | Sand              | Vanda Lukács             | 7:5, 6:3      |
| 6.  | 9. Dezember 2018  | Antalya        | ITF W15     | Hartplatz         | Carole Monnet            | 6:1, 6:2      |
| 7.  | 30. Mai 2021      | Iraklio        | ITF W15     | Sand              | Arina Gabriela Vasilescu | 6:0, 6:1      |

### Doppel
| Nr. | Datum             | Turnier   | Kategorie   | Belag     | Partnerin                | Finalgegnerinnen                 | Ergebnis          |
| --- | ----------------- | --------- | ----------- | --------- | ------------------------ | -------------------------------- | ----------------- |
| 1.  | 29. Mai 2004      | Oradea    | ITF $10.000 | Sand      | Lavinia Toader           | Bianca Bonifate Diana Gae        | 2:6, 6:1, 6:2     |
| 2.  | 2. September 2006 | Timișoara | ITF $10.000 | Sand      | Corina Corduneanu        | Diana Enache Ágnes Szatmári      | 6:3, 6:4          |
| 3.  | 12. Juli 2008     | Bukarest  | ITF $10.000 | Sand      | Irina-Camelia Begu       | Mihaela Bunea Gabriela Niculescu | 4:6, 6:3, [10:3]  |
| 4.  | 6. Juni 2009      | Bukarest  | ITF $10.000 | Sand      | Laura-Ioana Andrei       | Simona-Iulia Matei Andreea Mitu  | 6:3, 7:63         |
| 5.  | 25. Juli 2009     | Bukarest  | ITF $10.000 | Sand      | Simona-Iulia Matei       | Ionela-Andreea Iova Andreea Mitu | 7:66, 6:1         |
| 6.  | 3. November 2018  | Antalya   | ITF $15.000 | Hartplatz | Gabriela Nicole Tătăruș  | İpek Öz Melis Sezer              | 6:73, 7:5, [10:4] |
| 7.  | 17. Februar 2019  | Antalya   | ITF W15     | Sand      | Karola Patricia Bejenaru | Fanny Östlund Anna Ureke         | 6:4, 6:3          |
| 8.  | 6. Juli 2019      | Tabarka   | ITF W15     | Sand      | Yuliana Lizarazo         | Alica Rusová Noelia Zeballos     | 7:5, 6:3          |
| 9.  | 7. Dezember 2019  | Antalya   | ITF W15     | Hartplatz | Georgia Crăciun          | Leonie Küng Melis Sezer          | 6:4, 1:6, [14:12] |
| 10. | 3. Juli 2021      | Prokuplje | ITF W15     | Sand      | Jekaterina Wischnewskaja | Alice Robbe Draginja Vuković     | 6:4, 6:3          |

## Persönliches
Im Mai 2010 heiratete sie Madalin Ivan.